# Gouvernement Fritch 2014
Pour les articles homonymes, voir Gouvernement Fritch.
Polynésie française
Flosse IV et V Fritch II
Le gouvernement Fritch 2014 est le gouvernement de la Polynésie française qui constitue l'organe exécutif de cette collectivité d'outre-mer. Il est formé à la suite de l'élection d'Édouard Fritch par l'Assemblée de la Polynésie française quelques jours après la démission de Gaston Flosse.

## Attributions
Ses attributions sont régies par la section 5 du chapitre Ier, titre IV de la loi organique n° 2004-192 modifiée, du 27 février 2004, relatif au statut d'autonomie de la Polynésie française.

## Le gouvernement
« Le gouvernement de la Polynésie française est l'exécutif de la Polynésie française dont il conduit la politique. » La fonction gouvernementale est exercée par l'ensemble des ministres, au sein du conseil des ministres, qui se réunit sous la direction du président de la Polynésie française.

## Composition
Le président de la Polynésie française, Édouard Fritch, a nommé son équipe gouvernementale le 16 septembre 2014.  Successeur du gouvernement Flosse 2013, il comprend :
- M. Édouard Fritch, président de la Polynésie française, chargé du Partenariat avec les collectivités, de la Modernisation de l’administration, du Numérique, des Affaires internationales et intérieures et de l’Égalité des territoires.
- M. Nuihau Laurey, vice-président de la Polynésie française, ministre du Budget, des Finances, de la Fonction publique, des Énergies, de la Santé et des Solidarités.
- M. Jean-Christophe Bouissou, ministre de la Relance économique, du Tourisme et des transports internationaux, de l’Industrie, du Commerce, des Entreprises, porte-parole du gouvernement.
- M. Frédéric Riveta, ministre du Développement des activités du secteur primaire.
- Mme Tea Frogier, ministre du Travail et du Dialogue social, de l’Emploi, de la Formation professionnelle, de la Recherche et de la Condition féminine.
- M. Tearii Alpha, ministre du Logement et de la Rénovation urbaine, de la Politique de la ville, des Affaires foncières et du Domaine.
- Mme Nicole Sanquer, ministre de l’Éducation et de l’Enseignement supérieur, de la Promotion des langues, de la Culture et de la Communication.
- M. René Temeharo, ministre de la Jeunesse et des sports, chargé des Relations avec l’Assemblée de la Polynésie française et le Conseil économique, social et culturel.
- M. Albert Solia, ministre de l’Équipement, de l’Aménagement et de l’Urbanisme, des Transports intérieurs et de l'Environnement
- M. Heremoana Maamaatuaiahutapu, ministre de la Promotion des langues, de la Culture, de la Communication et de l’Environnement
- M. Patrick Howell, ministre de la Santé et des Solidarités.

Ce gouvernement est légèrement remanié le 27 mai 2015 avec l'entrée de Teva Rohfritsch et la modification de l'intitulé de quelques portefeuilles. Voici la composition du gouvernement Fritch 2 de mai 2015 : 
- M. Édouard Fritch, président de la Polynésie française, chargé du Partenariat avec les collectivités, les Postes et télécommunications, les Affaires internationales et intérieures, l'Égalité des territoires.
- M. Nuihau Laurey, vice-président, ministre du Budget, des Finances et des Énergies.
- M. Jean-Christophe Bouissou, ministre du Tourisme, des Transports aériens internationaux, de la Modernisation de l'administration et de la fonction publique, porte-parole du gouvernement.
- M. Teva Rohfritsch, ministre de la Relance économique, de l'Économie bleue, de la Politique numérique, chargé de la Promotion des investissements
- M. Frédéric Riveta, ministre de l'Agriculture, de l'Artisanat et du Développement des archipels. Démissionner
- Mme Tea Frogier, ministre du Travail, des Solidarités et de la Condition féminine.
- M. Tearii Alpha, ministre du Logement et de la Rénovation urbaine, de la Politique de la ville, des Affaires foncières et du domaine.
- Mme Nicole Sanquer, ministre de l’Éducation et de l’Enseignement supérieur.
- M. René Temeharo, ministre de la Jeunesse et des Sports, chargé des relations avec l'assemblée de Polynésie française et le Conseil économique, social et culturel. Démissionner
- M. Albert Solia, ministre de l'Équipement, de l'Aménagement, de l'Urbanisme et des Transports intérieurs.
- M. Heremoana Maamaatuaiahutapu, ministre de la Promotion des langues, de la Culture, de la Communication et de l’Environnement
- M. Patrick Howell, ministre de la Santé et de la Recherche.